# Thisanotia
Thisanotia is een geslacht van vlinders van de familie grasmotten (Crambidae).

## Soorten
- T. chrysonuchella

Duingrasmot Scopoli, 1763
- T. rorella Thunberg, 1788